# Kerstin Szymkowiak
Kerstin Szymkowiak (née Jürgens), née le 19 décembre 1977 à Siegen, est une skeletoneuse allemande. Au cours de sa carrière, elle a notamment remporté trois médailles de bronze aux Championnats du monde en 2004, 2008 et 2009. Elle a aussi remporté la médaille d'argent lors des Jeux olympiques d'hiver de 2010 à Vancouver, elle a pris sa retraite sportive à la fin de cette saison.

## Biographie
Ayant grandi à Kirchhundem, Szymkowiak s'est rapidement tournée vers le sport ayant un père sportif. Elle devient fille-au-pair à Marseille (pratiquant de l'athlétisme à l'Olympique De Marseille Athlé dont le triple saut, le 100 mètres, le lancer de javelot ou le lancer de poids) puis de retour en Allemagne fait le choix du skeleton à la place du bobsleigh, très vite elle obtient des succès à commencer par une médaille de bronze aux Championnats du monde de 2004 puis une troisième place au classement général de la Coupe du monde 2005. En raison de la concurrence au sein de l'équipe d'Allemagne, elle n'est pas sélectionnée aux Jeux olympiques d'hiver de 2006 ce qui ne l'empêche pas de continuer de belles performances par la suite dont deux nouvelles médailles de bronze aux Championnats du monde 2008 et 2009.

## Palmarès
| Compétitions / Année    | Compétitions / Année    | 2004 | 2005 | 2006 | 2007 | 2008 | 2009 | 2010 |
| ----------------------- | ----------------------- | ---- | ---- | ---- | ---- | ---- | ---- | ---- |
| Jeux olympiques d'hiver | Jeux olympiques d'hiver | -    | -    | -    | -    | -    | -    | 2e   |
| Championnats du monde   | Ind.                    | 3e   | 4e   | -    | 16e  | 3e   | 3e   |      |
| Championnats du monde   | Mixte                   | -    | -    | -    | -    | -    | -    |      |
| Coupe du monde          | Coupe du monde          | 4e   | 3e   | 6e   | 6e   | 4e   | 10e  | 3e   |

### Coupe du monde
- 17 podiums individuels : 7 victoires, 8 deuxièmes places et 2 troisièmes places.

### Détails des victoires en Coupe du monde
| Édition | Piste                   |
| 2004    | Sigulda                 |
| 2005    | Altenberg Cesana Pariol |
| 2007    | Cesana Pariol           |
| 2008    | Cesana Pariol           |
| 2010    | Winterberg Altenberg    |